# جون كولفيلد
جون كولفيلد (بالإنجليزية: John Caulfield)‏ هو لاعب كرة قدم أيرلندي، ولد في 11 أكتوبر 1964 في نيويورك في الولايات المتحدة. لعب مع نادي كورك سيتي.